# Bundesverband DEULA

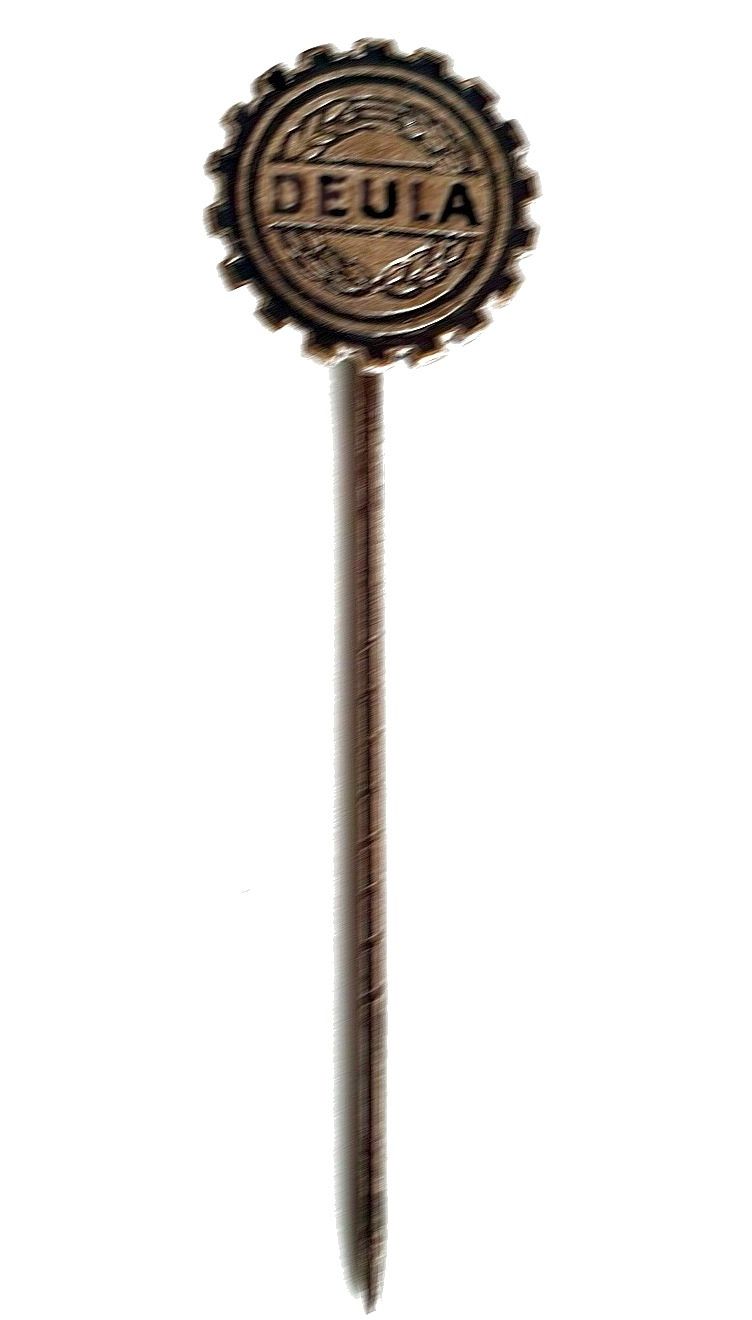
Anstecknadel des Bundesverbandes DEULA

Der Bundesverband DEULA e. V. (DEULA bedeutet Deutsche Lehranstalt für Agrartechnik) ist ein Zusammenschluss deutscher agrartechnischer Bildungseinrichtungen.
Die DEULA-Anstalten gehören zu den bedeutendsten regional und überregional tätigen Lehreinrichtungen in Deutschland. Jährlich nehmen über 80.000 Teilnehmer aus allen Bereichen des Landbaus (Landwirtschaft, Forstwirtschaft, Gartenbau, Weinbau) im Rahmen von Berufsausbildung oder Weiterbildung an Lehrgängen der DEULA teil. Das Präsidium des Bundesverbandes DEULA (2024) besteht aus Henry Thiele (Präsident) sowie Björn Plaas (Vizepräsident) und Claudia Schuldt (Vizepräsidentin). Die Bundes-Geschäftsstelle befindet sich in Westerstede. Derzeit gehören 13 rechtlich selbstständige Bildungseinrichtungen dem Verband an:
- Bad Kreuznach (DEULA Rheinland-Pfalz & Vereinssitz)[2]
- Freising (DEULA Bayern)[3]
- Freren (Deula Freren Niedersachsen)[4]
- Hildesheim (DEULA Hildesheim Niedersachsen)[5]
- Iden (DEULA Sachsen-Anhalt)[6]
- Kempen (DEULA Kempen Niederrhein)[7]
- Kirchheim unter Teck (DEULA Baden-Württemberg)[8]
- Rendsburg (DEULA Schleswig-Holstein)[9]
- Warendorf (DEULA Westfalen-Lippe)[10]
- Westerstede (DEULA Westerstede Niedersachsen & Geschäftsstelle)[11]
- Witzenhausen (DEULA Hessen)[12]
- Wöbbelin (DEULA Mecklenburg-Vorpommern)[13]
- Großbeeren (LVGA Großbeeren)